# Tom Sykes
Tom Sykes, né le 19 août 1985 à Huddersfield, est un pilote de vitesse moto britannique. Il a remporté le championnat du monde de Superbike 2013.